# Lidia Kopania
Lidia Kopania-Przebindowska (Koluszki, 15 mei 1978), is een Pools zangeres. In 2009 vertegenwoordigde ze Polen op het Eurovisiesongfestival in Moskou.

## Biografie
In 2003 begon ze een samenwerking met de Hamburgse band Kind of Blue. Hun eerste gezamenlijke album, Beating the Morning Rush, kwam eind 2004 in Duitsland uit. Ze namen deel aan het Duitse muziekprogramma The John Lennon Talent Award. "Pocałuj mnie" was de eerste single van de band met Lidia Kopania.
Op haar solodebuutalbum Intuicja uit 2006 staan voornamelijk Engelstalige popliedjes, maar ook een aantal liedjes in de Poolse taal. Op dit album staat het nummer "It Must Be Love", dat in 2007 meedeed aan de strijd om de vertegenwoordiging van Polen op het Eurovisiesongfestival.
Kopania won een kijkersstemming van TOPtrendy 2006, georganiseerd door de televisiezender Polsat.
In 2008 kwam haar tweede album uit.
Voor het Eurovisiesongfestival van 2009 stuurde Kopania weer een liedje in naar de nationale voorrondes. In februari won ze met het lied I don't wanna leave de tweede plaats van de jury en de eerste plaats van de kijkers, waardoor ze recht kreeg om Polen te vertegenwoordigen in mei 2009 in Moskou. Ze viel daar af in de halve finale. Op 18 april trad ze op op een Eurovisie promofeest in Amsterdam.

## Discografie

### Albums
- 2006: Intuicja
- 2008: Przed Świtem

### Singles
- 2006: Sleep
- 2006: Hold On
- 2007: Twe milczenie nie jest złotem
- 2008: Tamta Łza
- 2008: Rozmawiać z tobą chcę
- 2009: I don't wanna leave